# 亚历山德拉·格拉西梅尼娅
亚历山德拉·维克托罗芙娜·格拉西梅尼娅（1985年12月31日—）生于明斯克，是一名白俄罗斯女子游泳运动员，主项是短距离自由泳，副项是仰泳。格拉西梅尼娅于1996年在同班同学的邀请下开始接触游泳，她曾在职业生涯初期的2003年因一次药检中被查出羟基雌酮呈阳性而被禁赛两年。格拉西梅尼娅于2017年与同为游泳选手的Yauhen Tsurkin结婚，两人的女儿在2018年9月出生。